# Tyrrell P34

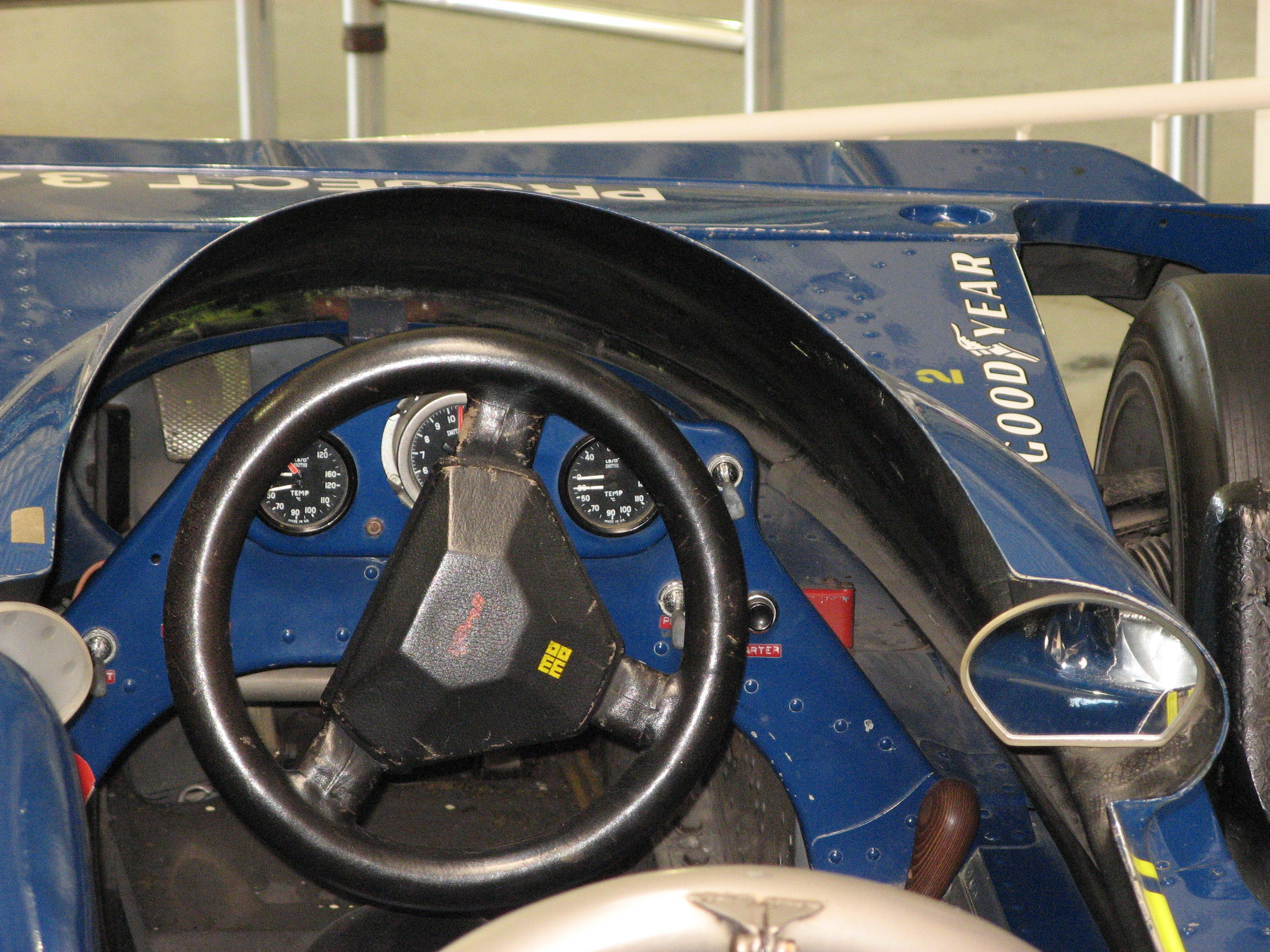
Cockpit des P34

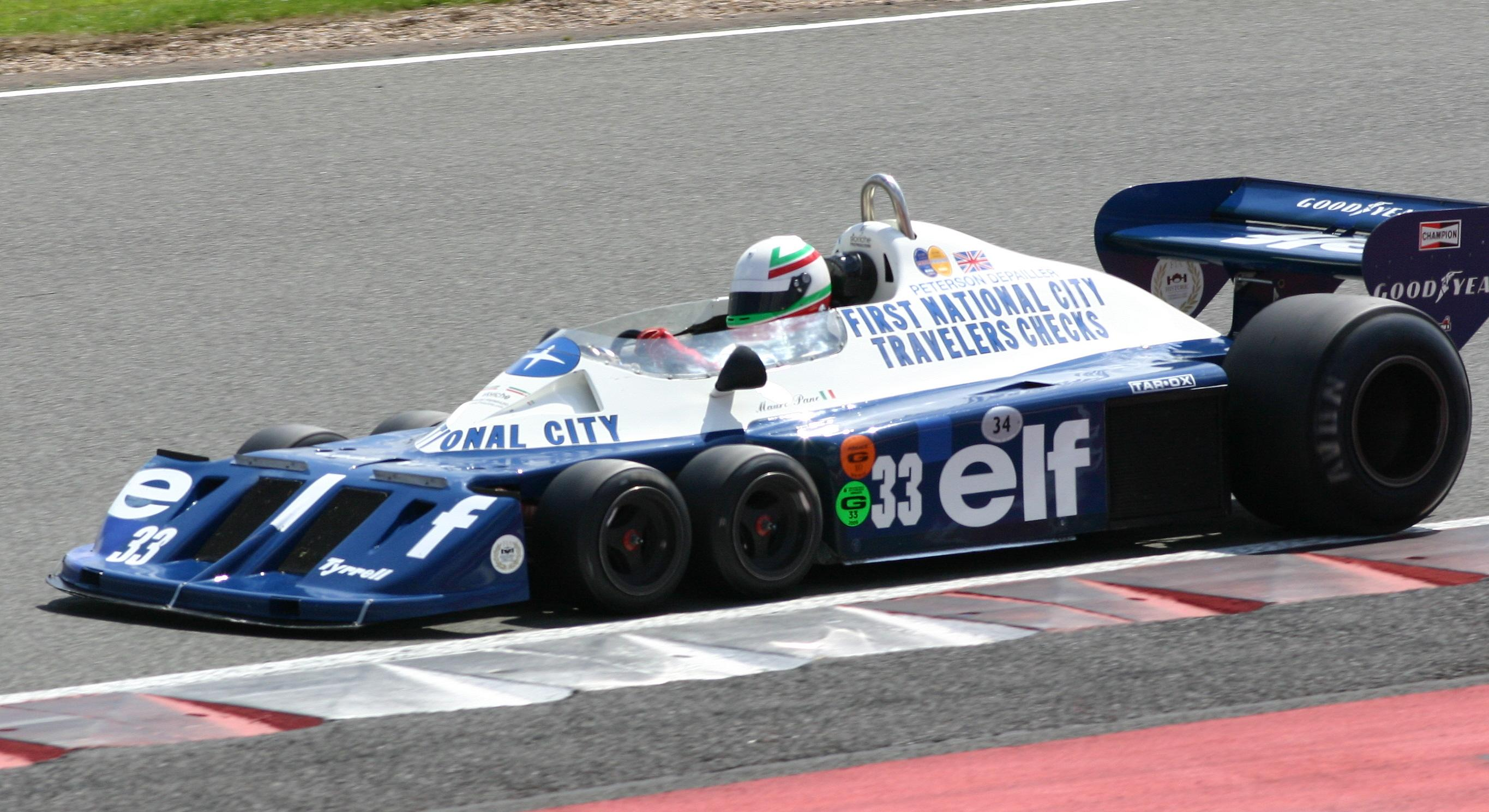
Der P34 in der Lackierung der Saison 1977 beim 2008 Goodwood Festival of Speed

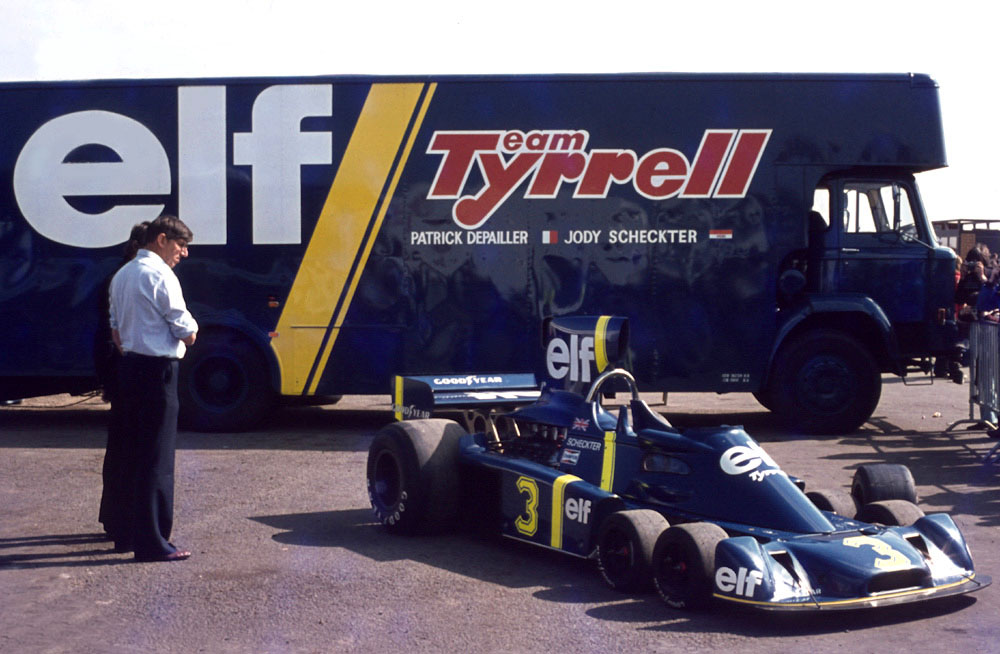
Ken Tyrrell neben dem P34

Der Tyrrell P34, auch als „Six-Wheeler“ bekannt, war ein Formel-1-Rennwagen, der von Tyrrell-Renningenieur Derek Gardner konstruiert wurde. Der Wagen hatte vier speziell angefertigte 10-Zoll-Vorderräder und zwei normale Hinterräder. Die kleineren Vorderräder sollten den Luftwiderstand des Wagens reduzieren. Da kleinere Reifen jedoch eine geringere Bodenhaftung bedeuteten, waren es vier Reifen, um diesen Nachteil auszugleichen. Durch eine aufwendige Radaufhängung konnten alle vier Vorderräder gelenkt werden.

## Einsätze
Zusammen mit dem Brabham BT46B aus dem Jahr 1978 gilt der P34 als eine der radikalsten Entwicklungen, die je in der Formel 1 erfolgreich waren. Hintergrund für die Entwicklung war, dass größere Reifen durch die sie anströmende Luft Auftrieb erzeugen. Diesem wurde durch mehr aerodynamischen Abtrieb über einen steiler eingestellten Frontflügel entgegengewirkt, was wiederum für mehr Luftwiderstand sorgte. Da die maximalen Dimensionen des Frontflügels durch das Reglement vorgegeben waren, entwickelte Gardner die Idee, kleinere Vorderräder zu verwenden, die durch die Front des Wagens fast vollständig vor anströmender Luft abgeschirmt werden konnten. So verringerte sich der durch sie erzeugte Auftrieb und damit der durch einen steileren Frontflügel entstehende größere Luftwiderstand. Da kleinere Reifen eine geringere Auflagefläche bieten, wurden zwei weitere Räder nötig, um die Bodenhaftung an der Vorderachse auf dem Niveau großer Räder zu halten.
Der Wagen hatte seinen ersten Einsatz beim Großen Preis von Spanien 1976 und war sehr konkurrenzfähig. Die Fahrer Jody Scheckter und Patrick Depailler erzielten gute Ergebnisse mit dem Wagen. Während Depailler den Wagen durchweg lobte, erkannte Scheckter, dass durch die langsame Entwicklung der speziellen Goodyear-Reifen der Erfolg nur kurzzeitig sein würde.
Seinen größten Erfolg hatte der Wagen im selben Jahr beim GP in Schweden, Scheckter und Depailler belegten den ersten und zweiten Platz. Scheckter ist bis heute der einzige Fahrer, der ein Rennen in einem sechsrädrigen Wagen gewonnen hat. Er verließ das Team zum Ende der Saison und bestand weiterhin darauf, dass der Wagen „ein Haufen Schrott“ sei.
Für die Saison 1977 wurde Scheckter durch den Schweden Ronnie Peterson ersetzt; Letzterer war, trotz seiner enormen Schnelligkeit, nicht als guter und eifriger Entwicklungsfahrer bekannt. Der Wagen wurde in aerodynamischer Hinsicht überarbeitet, wurde aber auch breiter und schwerer. Peterson konnte, ebenso wie Depailler, einige respektable Ergebnisse erzielen. Jedoch war der Wagen nicht mehr so erfolgreich wie in der vorherigen Saison. Das lag in erster Linie an den schlechten Vorderreifen und der fehlenden Weiterentwicklung der speziellen Reifen. Außerdem wirkte sich das zusätzliche Gewicht auf der vorderen Aufhängung negativ aus. Gegen Ende der Saison wurde sogar mit einer extrem breiten Spur an der Vorderachse experimentiert; die dabei weit herausstehenden Räder machten den ursprünglichen aerodynamischen Vorteil komplett zunichte. Das Projekt wurde daher zum Ende der Saison eingestellt.
Insgesamt wurde der Wagen bei 30 Rennen gefahren, dabei wurden eine Pole-Position erzielt, ein Rennen gewonnen und drei schnellste Runden erreicht.
In den vergangenen Jahren wurden die Wagen öfter bei historischen Rennen eingesetzt, bei denen sie durchaus konkurrenzfähig waren. Dies wurde durch maßgefertigte Vorderreifen von Avon Rubber ermöglicht, die diese für Simon Bull, den heutigen Besitzer eines der Wagen, anfertigten. 1999 und 2000 wurde der Wagen bei einigen Rennen in England und Europa gefahren. 2000 konnte der Wagen, gelenkt von Martin Stretton, sogar die Historic Formula One Championship der FIA gewinnen, ebenso im Jahr 2008, diesmal gelenkt von Mauro Pane. Dieses Exemplar des P34 steht heute in einer italienischen Privatsammlung. Stretton gelangen außerdem Pole-Positions und Klassensiege beim Grand Prix Historique de Monaco. Der Wagen ist ebenfalls des Öfteren beim Goodwood Festival of Speed zu sehen.

## Weitere sechsrädrige Formel-1-Wagen
Während der P34 der bekannteste sechsrädrige Formel-1-Wagen ist, ist er nicht der einzige. Sowohl March als auch Williams entwickelten experimentelle sechsrädrige Wagen. Jedoch wurden, trotz ausführlicher Tests, weder der March 2-4-0 noch der Williams FW08B bei einem Grand Prix eingesetzt. Ferrari entwickelte ebenfalls einen sechsrädrigen Rennwagen, jedoch wurde beim Ferrari 312T6 eine Doppelbereifung auf der Hinterachse angebracht. Aufgrund veränderter Regularien konnte jedoch keiner dieser Wagen je eingesetzt werden, inzwischen ist die Anzahl der Räder bei einem F1-Wagen auf vier festgelegt.

## Ähnliche Konzepte im Straßenverkehr
Der britische Automobilhersteller Panther Westwinds griff das Antriebskonzept des P34 1977 auf und setzte es mit dem Modell Panther 6 für den Straßenverkehr um. Covini Engineering in Italien entwickelte 2005 den C6W, einen geschlossenen Sportwagen, der ebenfalls zwei gelenkte Vorderachsen hatte.

## Modelle
Trotz des nur kurzen Auftritts und Erfolgs in der Motorsportwelt wurden einige Spielzeug- und Modellreplikate des P34 produziert. Corgi stellte Ende der 1970er-Jahre ein Druckgussmodell des Wagens her. Von Carrera wurde der P34 für das Universal Autorennbahn-System hergestellt. Auch der Transformer „Drag Strip“ basiert auf dem P34.
Der Hersteller Tamiya kaufte sogar einen echten P34 als Vorlage für seine Modelle. Er entwickelte eine ferngelenkte 1:10-Version sowie eine hochdetaillierte 1:12-Version.
Matchbox brachte 1979 einen Plastik-Modellbausatz im Maßstab 1 : 32 unter der Nummer PK-309 heraus.